# Rucervus duvaucelii
Rucervus duvaucelii, cunoscut și sub numele de cerbul de mlaștină sau cerbul Duvaucel, este o specie de cerb răspândită în subcontinentul indian. Populațiile din nordul și centrul Indiei sunt fragmentate, iar în sud-vestul Nepalului există două populații izolate. A dispărut din Pakistan și Bangladesh, iar prezența sa este incertă în Bhutan.
Specia este numită după naturalistul francez Alfred Duvaucel (1793-1825).

## Taxonomie
Cerbul de mlaștină a fost descris de Georges Cuvier în 1823. Autorul a inclus specia în genul Cervus care înseamnă cerb, dând animalului numele binominal Cervus duvaucelii. Epitetul speciei îl comemorează pe naturalistul francez A. Duvaucel în semn de recunoaștere a studiului său din India. Nordul Indiei este indicat ca localitate tip.
Specia este strâns înrudită cu Rucervus schomburgki, specie dispărută. Între 1945 și 2005, specia a fost adesea plasată în genul Cervus.
Cerbul de mlaștină este împărțit în trei subspecii: Rucervus duvaucelii duvaucelii, Rucervus duvaucelii branderi și Rucervus duvaucelii ranjinsinhi.

## Caracteristici

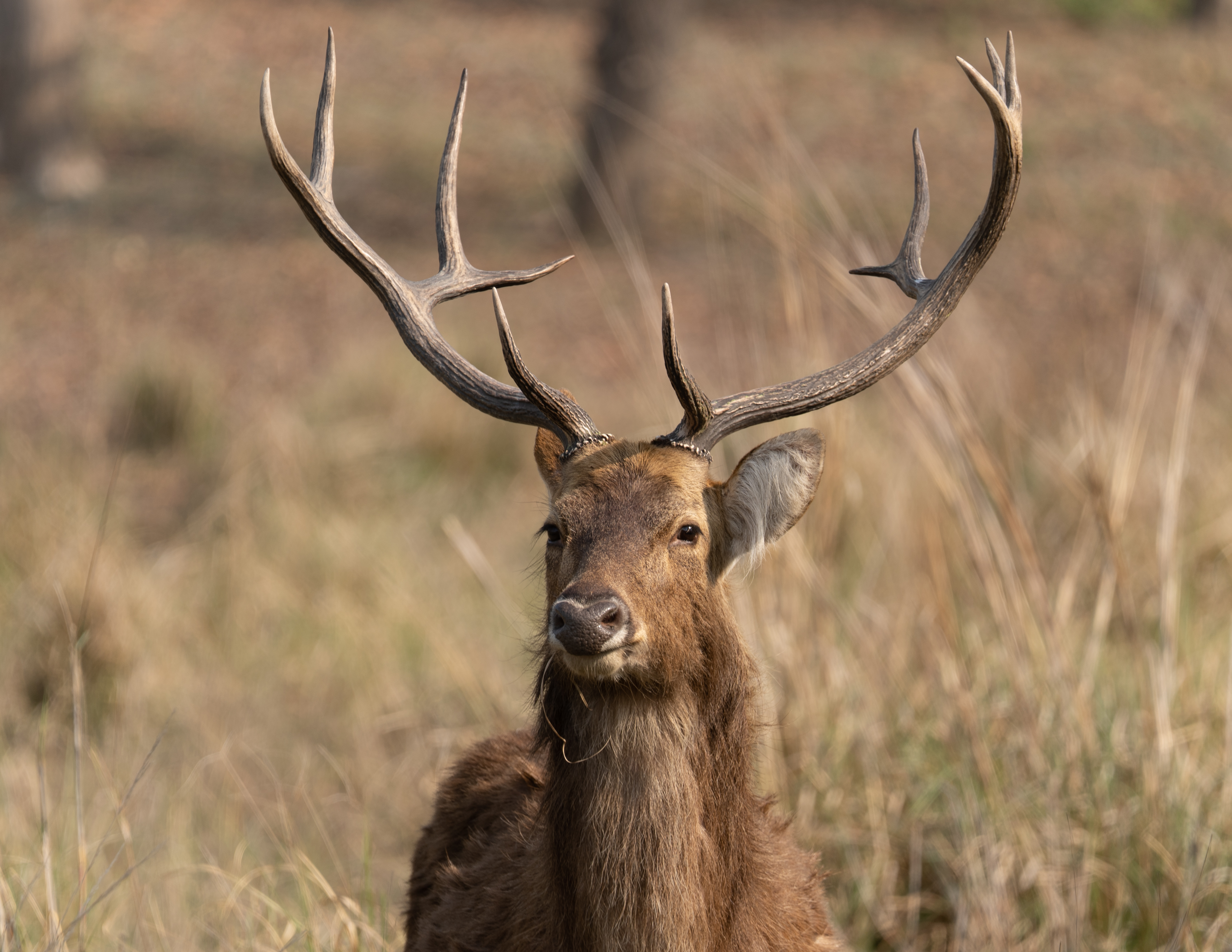
Masculul poartă coarne ramificate dihotomic

Cerbul de mlaștină este un cerb mare, cu o înălțime la greabăn între 120 și 135 cm la masculi, mai înalți decât femelele, acestea din urmă având în jur de 115 cm. Un mascul adult cântărește de obicei între 170 și 200 kg, deși poate ajunge până la 270 kg. Femela, mai ușoară, cântărește între 140 și 150 kg, ceea ce face ca masculul să fie cu 30% mai greu decât sexul opus.
Corpul animalului este acoperit cu blană maro-gălbuie până la maro-roșcat pe spate, cu o parte ventrală albicioasă în timpul verii, cu o dungă vizibilă maro închis. Iarna este de culoare maro-cenușiu. Puii sunt pătați (ca la multe alte specii de cervide, deși nu la toate). Urechile sunt mari și rotunjite. Coarnele au o diviziune dihotomică în treimea superioară, fiecare dintre ramurile astfel formate divizându-se din nou dihotomic. Ca urmare a acestor diviziuni, coarnele masculului formează 5 până la 6 ramuri terminale pe fiecare parte.
Lungimea coarnelor unui animal adult este de obicei între 60 și 80 cm, ajungând până la 104 cm la masculii dominanți. Creșterea începe la vârsta de 7 luni, dar primele coarne iau forma unor țepi drepți. Gâtul masculului este împodobit cu o coamă slab dezvoltată.

## Galerie

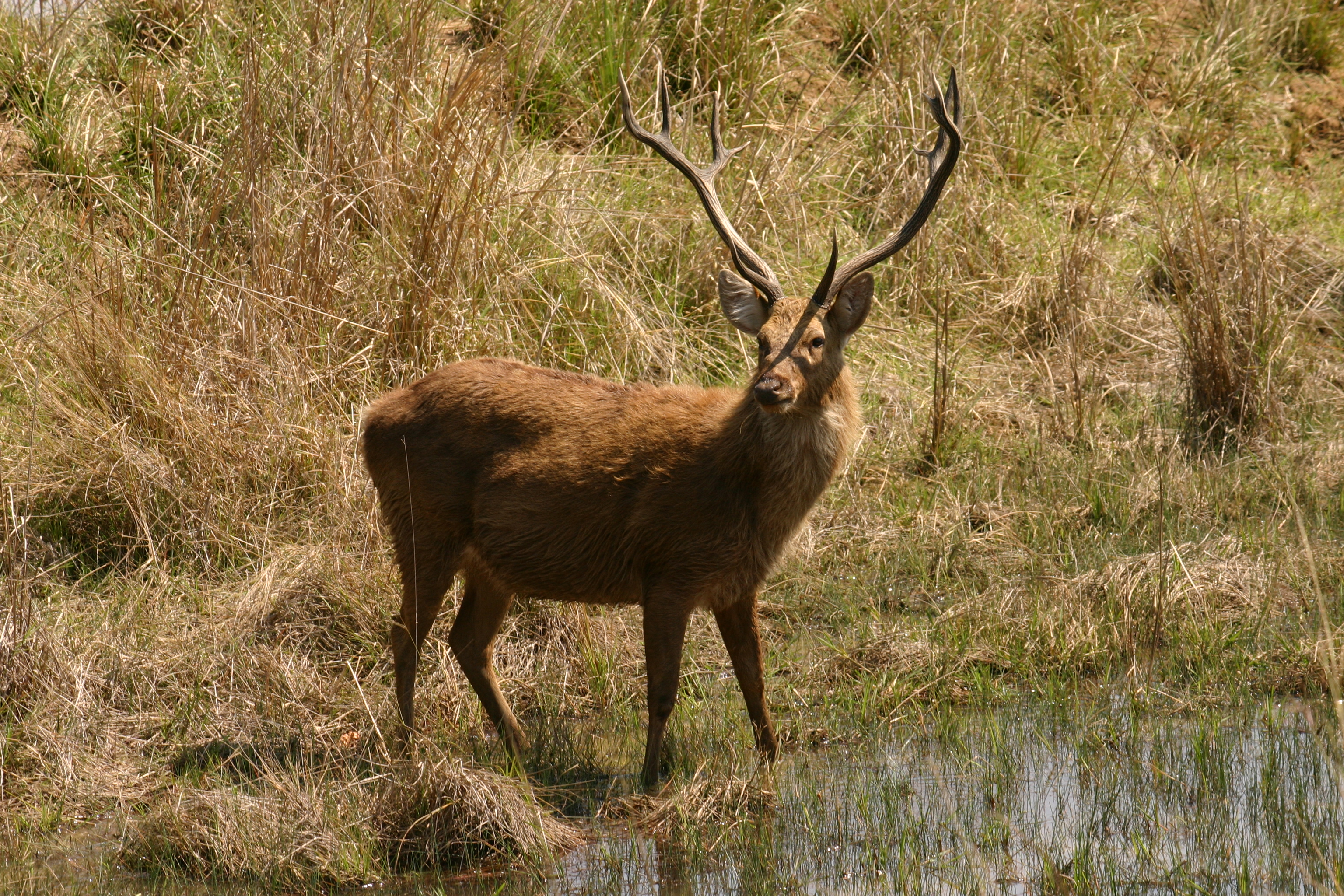
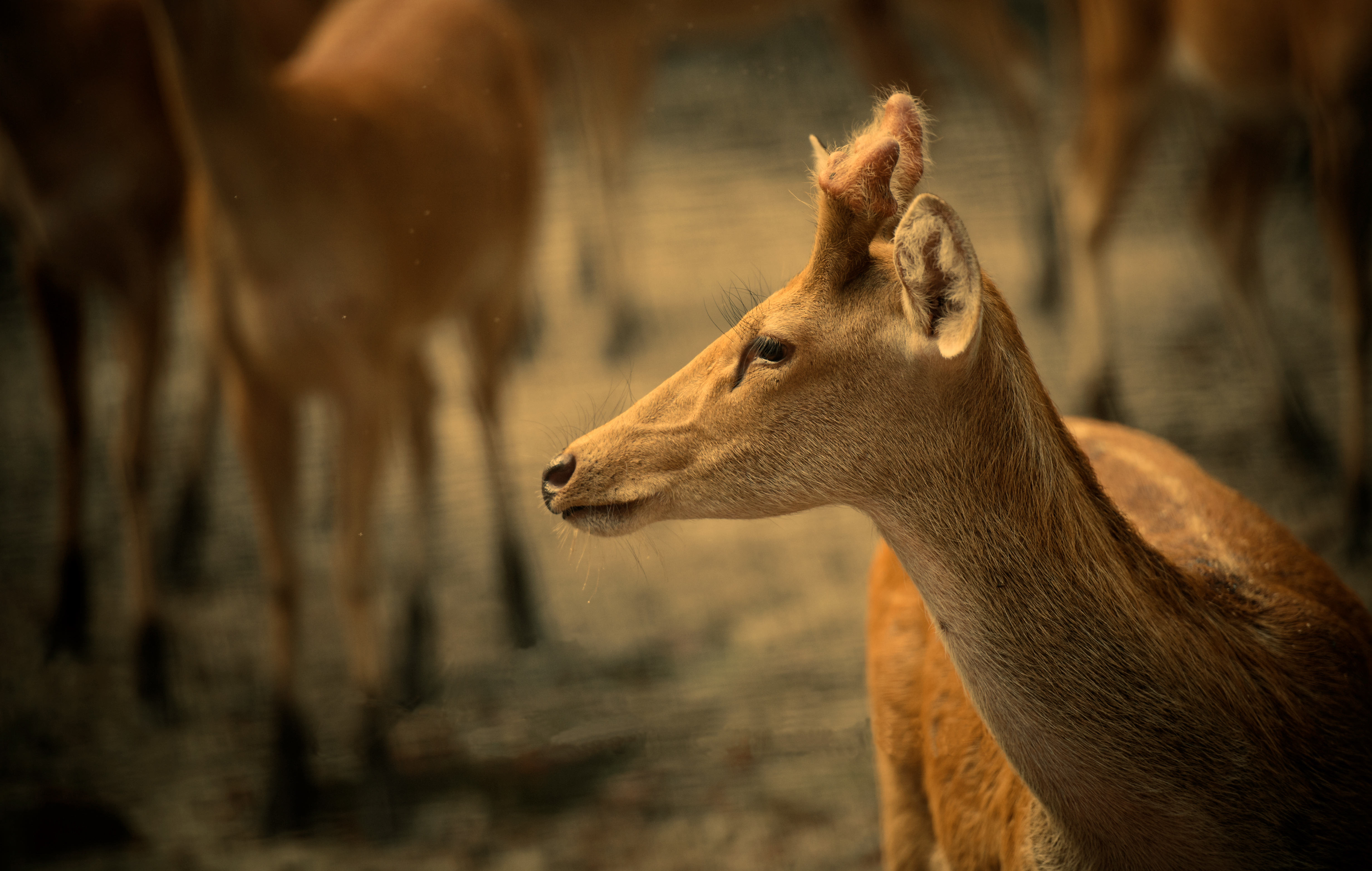
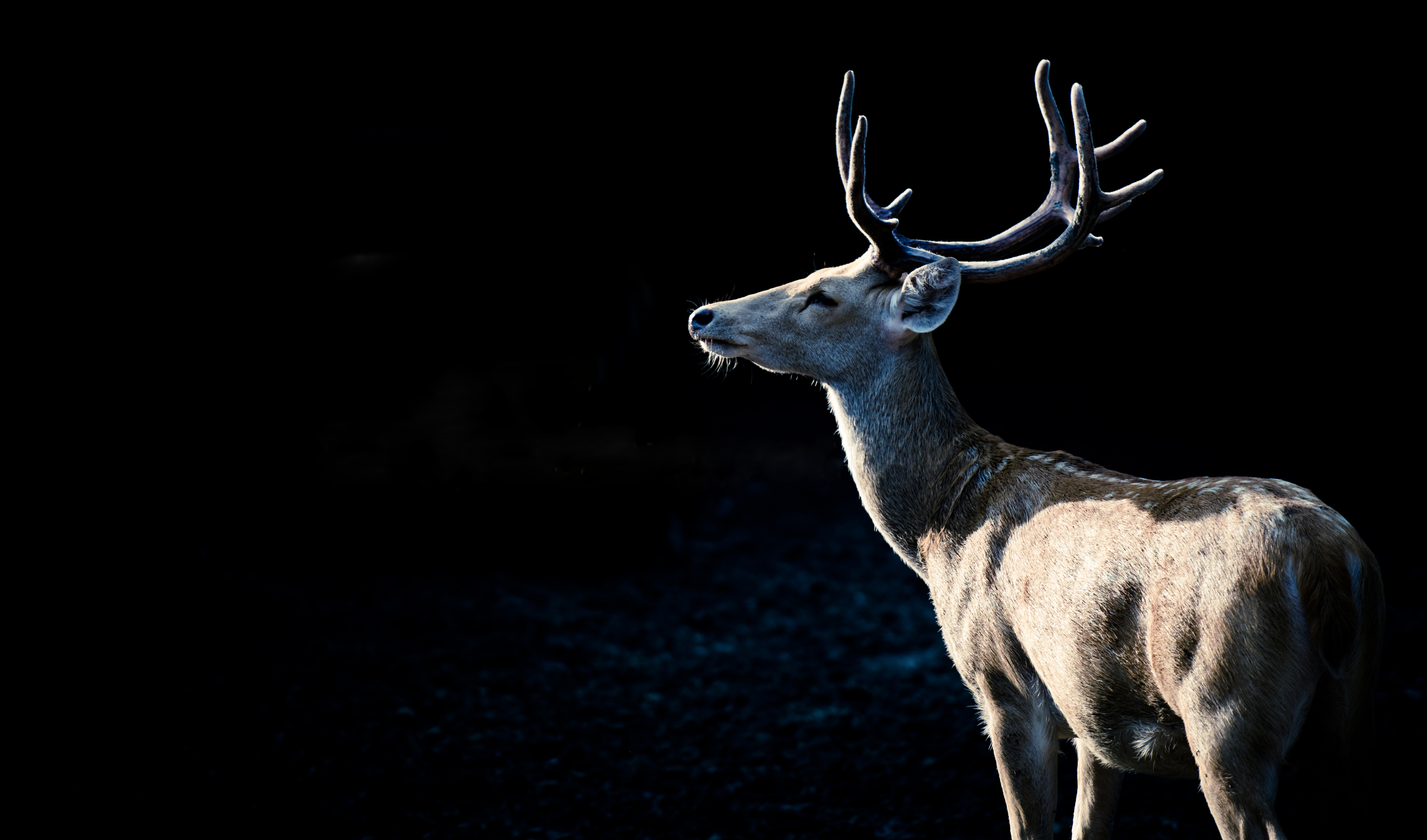